# Mézapos
Mézapos (en grec moderne : Μέζαπος) est un village du dème du Magne-Oriental, dans le district régional de Laconie, en Grèce.

## Géographie
Mézapos appartient à la communauté locale de Mína au sud-ouest du Magne entre Areópoli et Geroliménas, face au cap Tigáni.

## Économie
Le village est un point de mouillage et possède une église et un restaurant familial.  

## Quelques vues du site

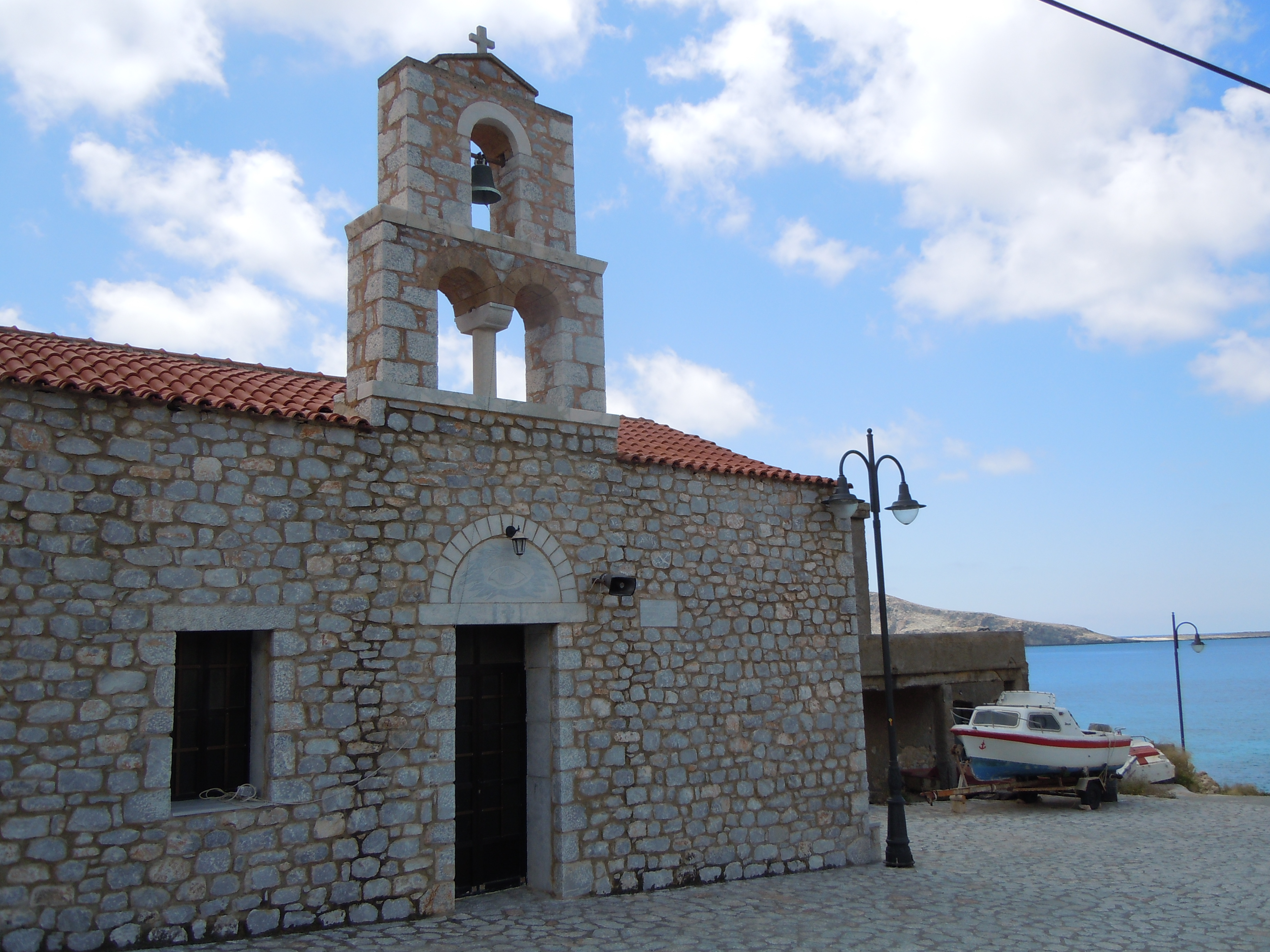
Église de Mézapos
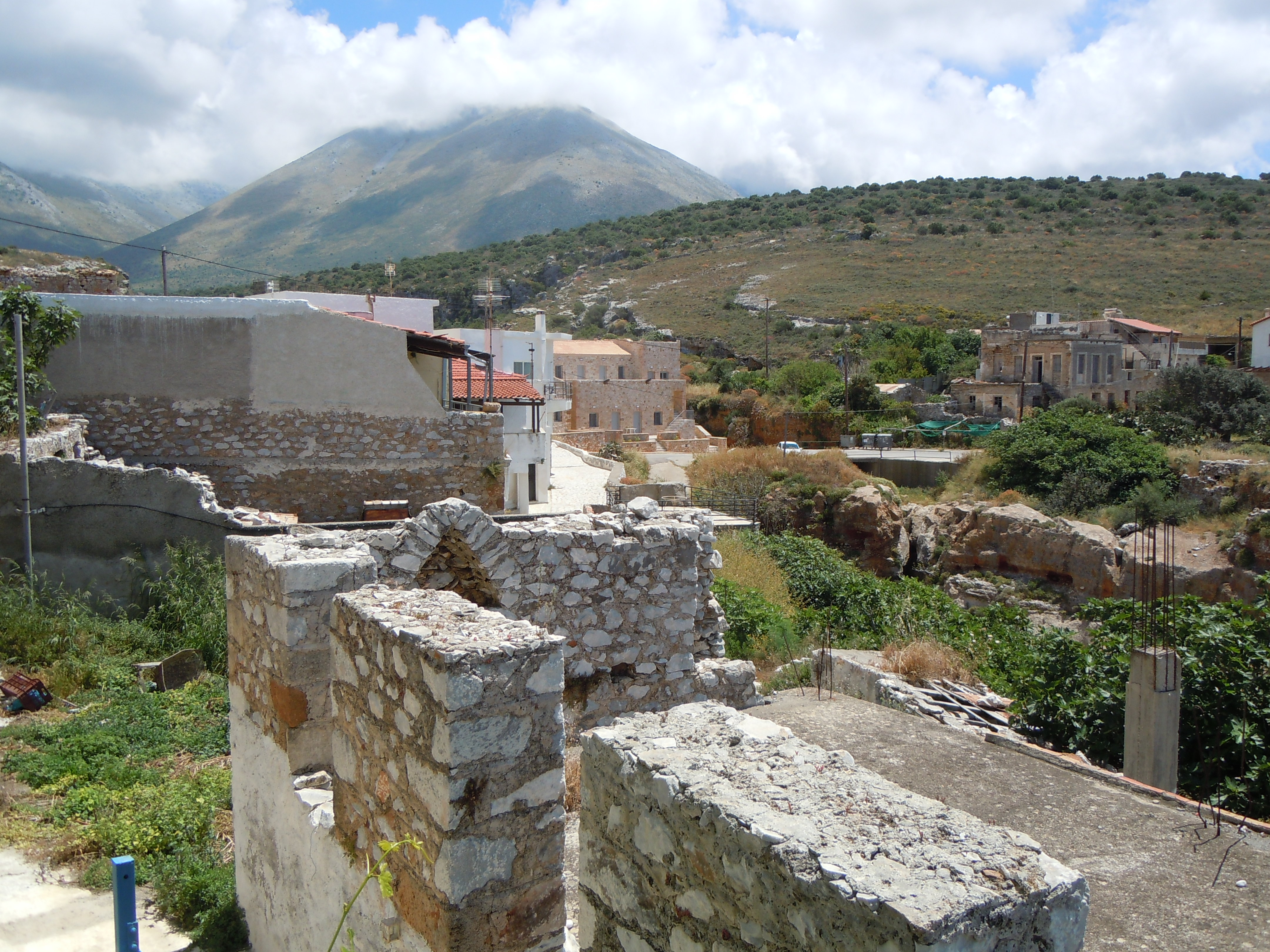
Vue du village, avec de nombreuses maisons inachevées
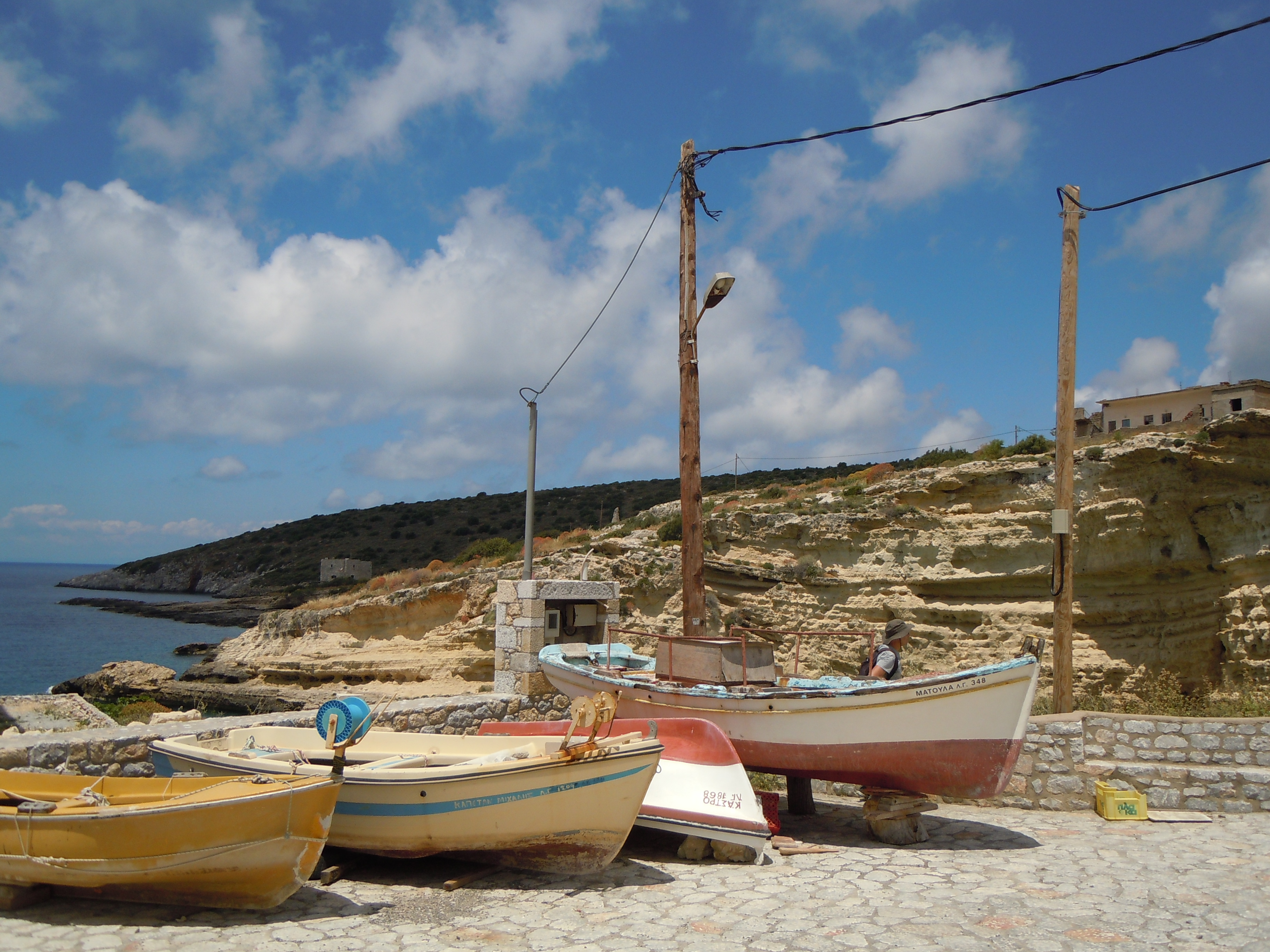
Port de Mézapos
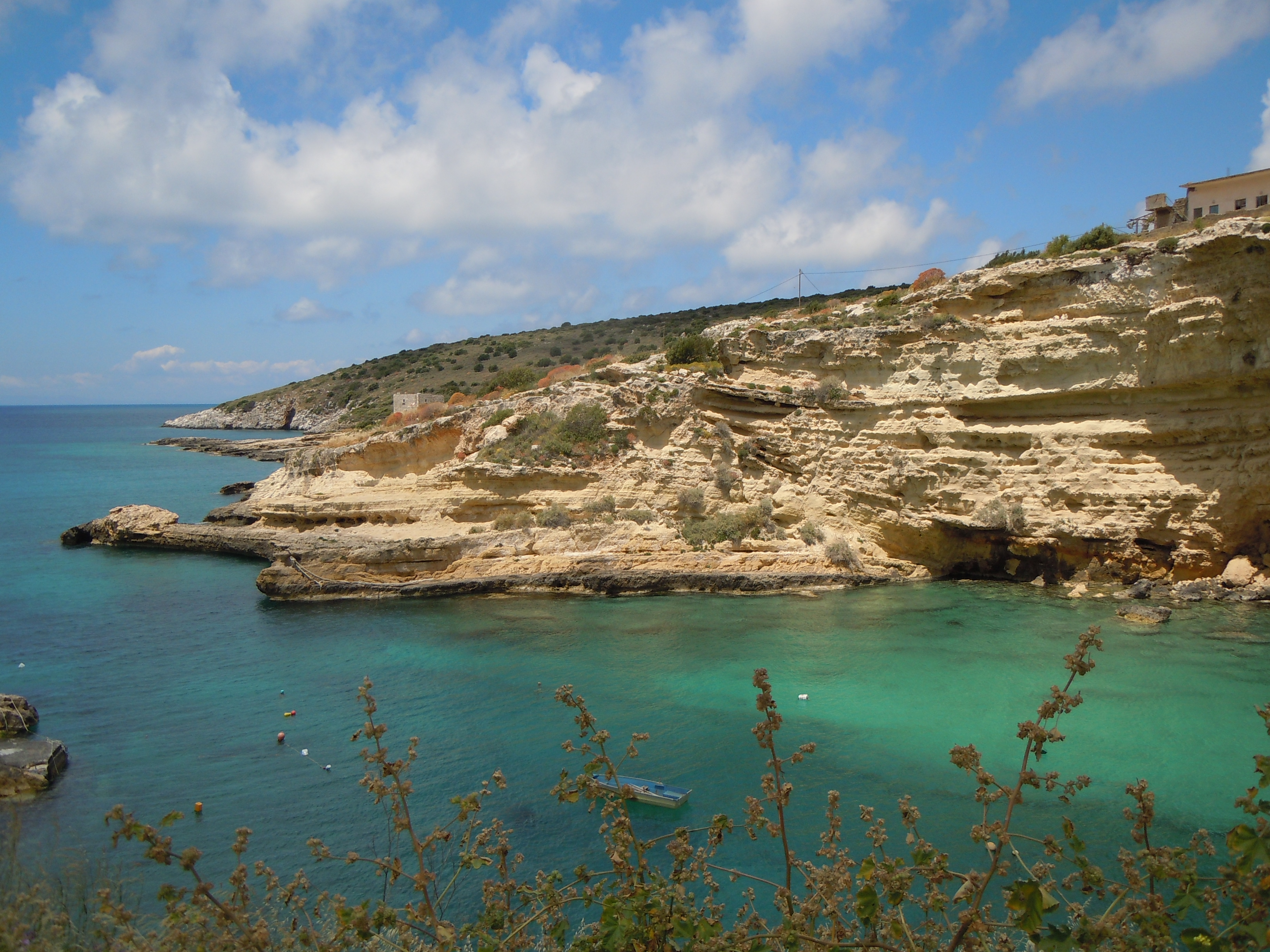
falaises de Káto Mézapos